# کوچینگ
کوچینگ یکی از شهرهای مالزی و مرکز ایالت ساراواک در شرق این کشور است. کوچینگ پرجمعیت‌ترین شهر در این ایالت و بزرگترین شهر در جزیرهٔ بورنئو و چهارمین شهر بزرگ در مالزی است. کوچینگ در ۱ اوت ۱۹۸۸ به شهر ارتقاء یافت.

## جمعیت‌شناسی
کوچینگ پس از کوالالامپور، کلانگ، ایپوه و جوهر بهرو چهارمین ناحیه شهری پرجمعیت در مالزی است. جمعیت کوچینگ بر اساس آمار سال ۲۰۰۶، برابر با ۵۷۹٬۹۰۰ نفر بوده است که از این تعداد، ۱۴۳٬۵۰۰ نفر در کوچینگ جنوبی، ۱۳۳٬۶۰۰ نفر در کوچینگ شمالی و ۳۰۲٬۸۰۰ نفر در پاداوان ساکن هستند. ترکیب نژادی جمعیت از این قرار است: چینی‌ها (۲۲۰٬۴۰۰ نفر)، مالایی‌ها (۲۰۷٬۰۰۰ نفر)، ایبانها (۵۸٬۱۰۰ نفر) و هندی‌ها و دیگر گروه‌های نژادی.

## تقسیمات اداری
شهر کوچینگ در بخش کوچینگ واقع شده است. این بخش، ناحیه‌ای به وسعت ۱٬۸۶۳ کیلومتر مربع را در برگرفته است و یکی از سه بخش محدوده کوچینگ است. بخش کوچینگ توسط ۳ دولت محلی اداره می‌شود.

## نام

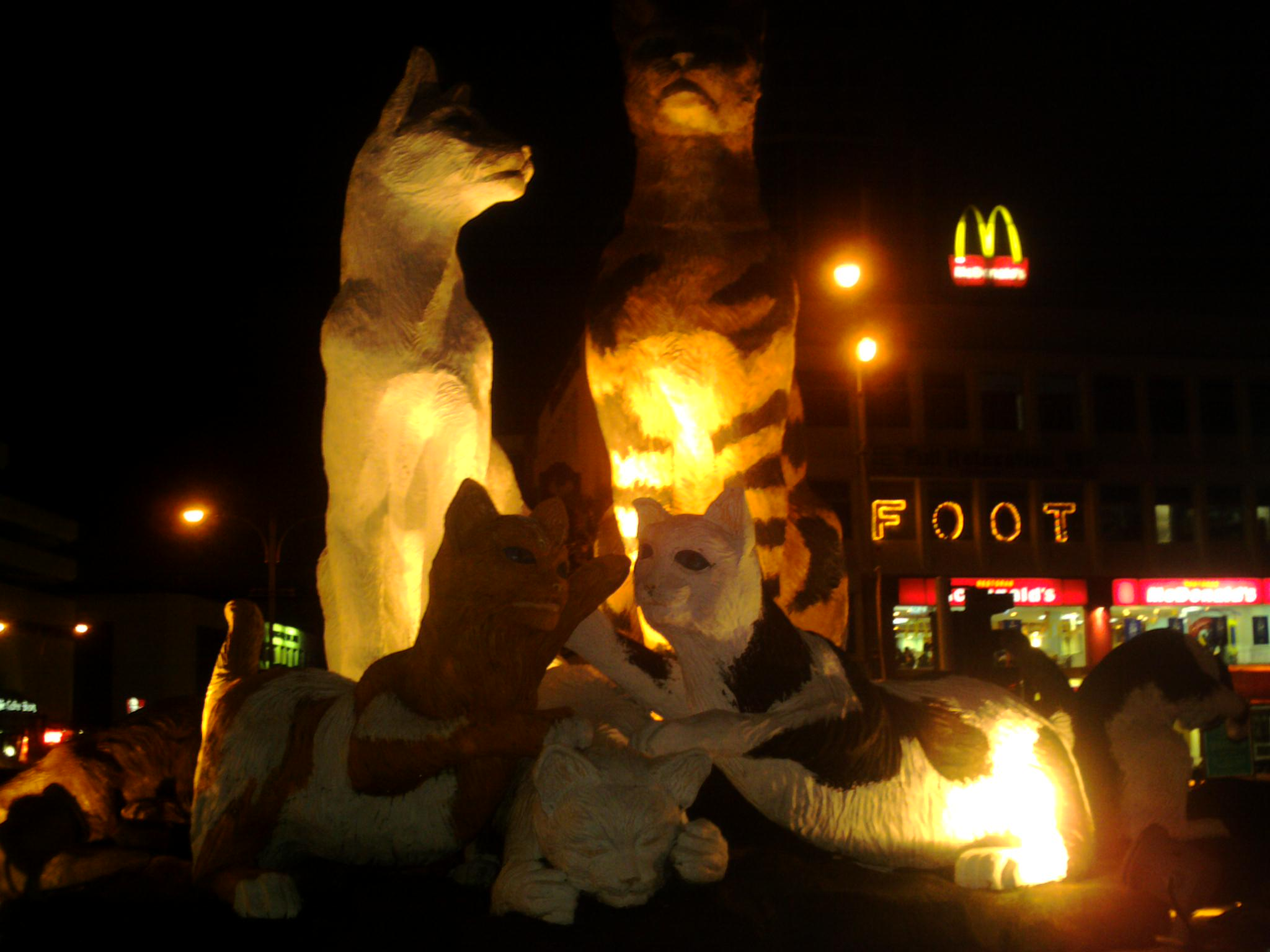
تندیس‌های گربه در کوچینگ

دقیقاً مشخص نیست که نام کوچینگ در چه ریشه دارد. این نام در زبان مالایی، گربه معنی می‌دهد و املای آن مربوط به زبان مالایی کهن است. به هرحال در املای رسمی و امروزین مالایی به صورت kucing نوشته می‌شود، اما هر دو به یک شکل تلفظ می‌شوند. یک فرضیه بر این دلالت دارد که این نام دگرگون شدهٔ واژهٔ هندی «کوچین» به معنی بندر است. 
فرضیه دیگر این است که نام شهر از میوهٔ «ماتا کوکینگ» یا «چشم گربه» ریشه گرفته است. فرضیه دیگر که باورپذیرتر به نظر می‌رسد، گویای این است که کوچینگ در واقع ترکیبی از «Ku» (کهن) و «Ching» (چشمه) به معنی «چشمه کهن» در زبان چینی است. به هرحال در حالی که این شهر دارای جمعیت چشمگیری از گربه‌ها نیست، اما به خاطر نام آن در بسیاری از آگهی‌های گردشگری از آن با لقب «شهر گربه‌ها» یاد شده است و در گوشه و کنار شهر تندیس‌های زیادی از گربه‌ها را می‌توان مشاهده کرد.